# سليم أغا النجاري
سليم أغا بن الحاج بكري النجاري (ولد بجسر الشغور - توفي بحلب عام 1915) وكان عضو مجلس أعيان ولاية حلب في عهد الدولة العثمانية. توفي في حلب ودفن في ذات المقبرة التي دفن فيها فيما بعد إبراهيم هنانو وسعد الله الجابري.